# Portals to Uphobia
Portals to Uphobia è il secondo album in studio del gruppo musicale Detonation, pubblicato nel 2005 dalla Osmose Productions.

## Tracce
1. "Into Sulphur I Descend" − 5:13
2. "Portals to Uphobia" − 3:07
3. "Structural Deceit" − 4:44
4. "Chaos Banished" − 3:59
5. "End of Sight, End of Fears" − 4:40
6. "Lost Euphoria Part III (strumentale)" − 3:51
7. "The Loss of Motion Control" − 4:31
8. "Solitude Reflected" − 5:01
9. "Beyond the Margin" − 4:01
10. "The Source to Delve" − 4:44

## Formazione
- Koen Romeijn - voce, chitarra
- Mike Ferguson - chitarra
- Otto Schimmelpenninck - basso
- Thomas Kalksma - batteria